# 迪耶普
迪耶普（法語：Dieppe，法語：[djɛp] ⓘ），又译第厄普或迪埃普，法国北部城市，诺曼底大区滨海塞纳省的一个市镇，同时也是该省的一个副省会，下辖迪耶普区，其市镇面积为11.7平方公里，2022年1月1日时人口数量为28,599人，在法国城市中排名第288位。
迪耶普位于滨海塞纳省北部，大西洋海滨，是一个区域性的中心城市和交通枢纽，中世纪时成为港口，近现代为英法间重要的水陆码头，20世纪末逐渐转型成为一座海滨旅游城市，因迪耶普国际风筝节而闻名。法国物理学家、诺贝尔物理学奖获得者路易·德布罗意出生于该市。

## 地名来源
“迪耶普”一名来源于某种萨克逊语词汇，意为“深的”，与现代英文单词同源，可能与当地附近的海岸悬崖景观有关，最初出现于中世纪中期，形式为。

## 历史

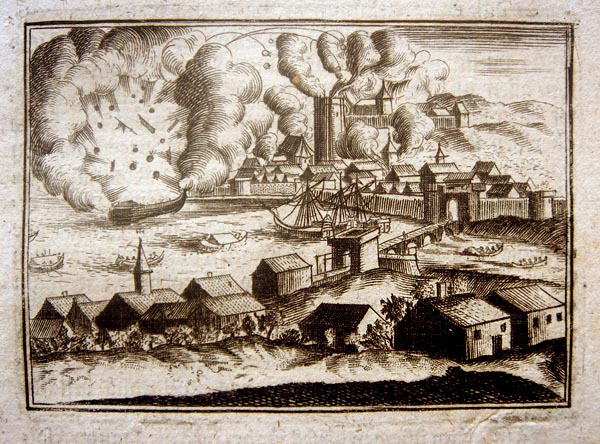
迪耶普大轰炸

在高卢时期，迪耶普为卡莱特人的活动范围。中世纪初，迪耶普所在地逐渐形成一处渔村。公元910年，维京人首次占领迪耶普，此后该地成为诺曼底公国的一部分。1195年，腓力二世曾烧毁了迪耶普，14世纪初，迪耶普及其所属的诺曼底成为法兰西王国的领土，执政者曾在此地建立了军事城堡。英法百年战争期间，迪耶普曾被英格兰军队占领。中世纪末，随着海运的发展，迪耶普城市逐渐扩大，至16世纪时人口数量已超过7,000，当地出现了大批文艺复兴风格的新式建筑，包括市政厅、剧场、饮用水喷泉等。1674年，迪耶普出现了皇家手工卷烟厂，成为了当地的经济支柱。1685年《南特敕令》颁布后，迪耶普大批虔诚的天主教外籍商人选择移居海外。大同盟战争期间，迪耶普曾遭到英格兰及荷兰联军的轰炸，当地多处建筑被毁。法国大革命后，迪耶普成为滨海塞纳省的一个副省会。19世纪后，随着英法之间往来的日益密切，迪耶普成为法国北部重要的港口城市，1848年铁路建成后，迪耶普成为水陆联运港口，当地出现了赌场及酒店。两次世界大战期间，迪耶普被德国占领。20世纪70年代后，随着航空业的发展，迪耶普的港口逐渐萧条，城市人口数量略有下降。当地的铁路轮渡在英法海底隧道建成后关闭，而迪耶普直通巴黎的城际列车也于2013年停止运行。

## 地理

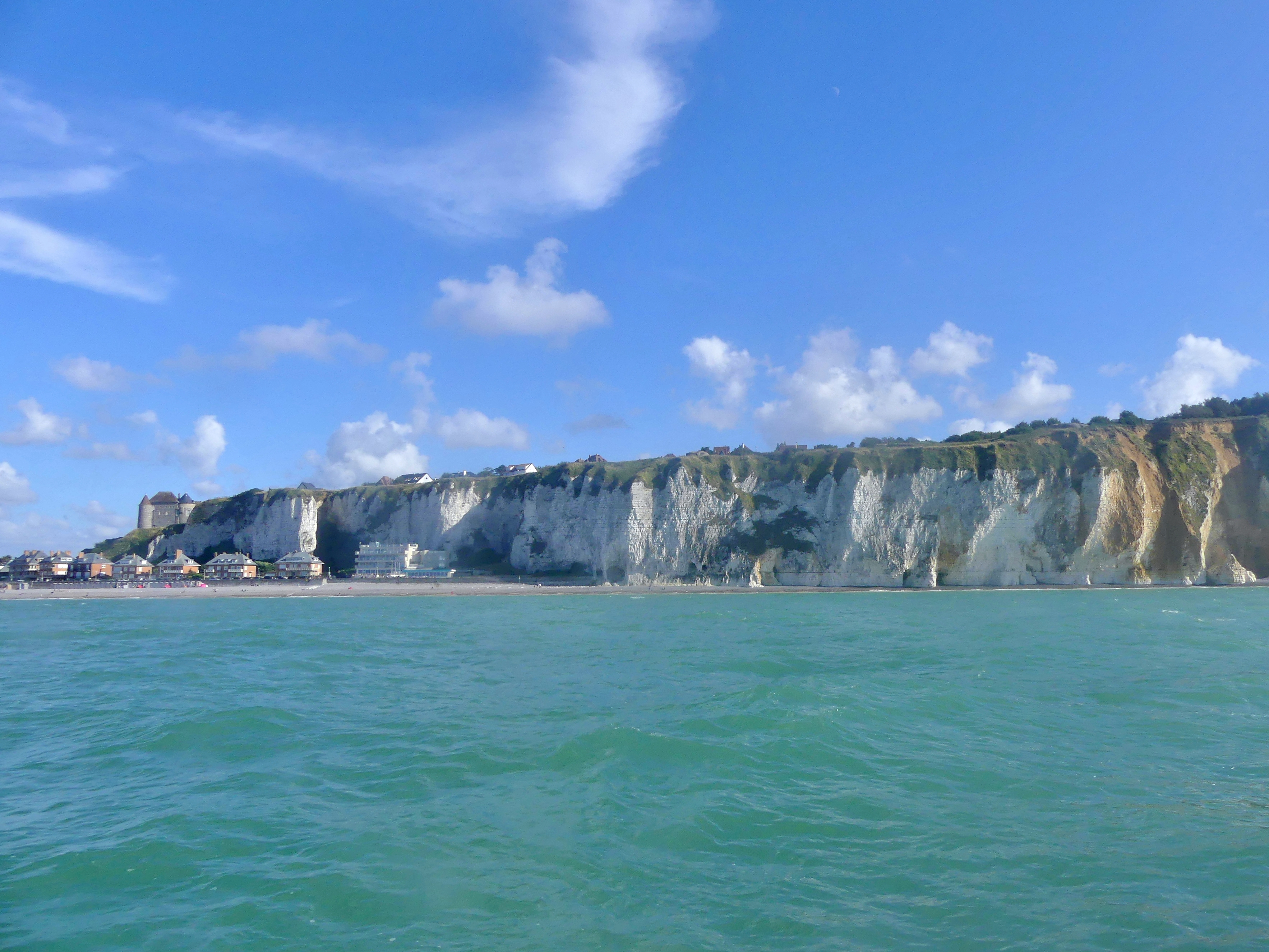
迪耶普附近海滩的悬崖

迪耶普位于法国北部，诺曼底大区东北部和滨海塞纳省北部，距离省会鲁昂大约63公里。与迪耶普接壤的市镇包括：滨海欧托、马丹埃格利斯、鲁梅尼勒-布泰耶、锡河畔圣欧班、珀蒂科。

### 地形
迪耶普位于诺曼底平原北端，境内以平原和浅丘为主，市区地形平坦，沿海部分地带有明显的高差，全境海拔在0到94米之间。

### 水文
迪耶普位于阿尔克河入海口两侧，其市区段已被人工改建成为一个滨海内港。

### 植被
迪耶普属于温带落叶林区，市区内的主要林地分布于市中心的弗朗索瓦·密特朗公园（Parc François Mitterrand）和西侧的山坡上。

### 气候
迪耶普在柯本气候分类法中属于温带海洋性气候，因靠近海滨，当地常年多风。
迪耶普境内设有气象站，以下为该气象站的数据（其中日照数据取自鲁昂）：
| 迪耶普1981年－2019年 | 迪耶普1981年－2019年 | 迪耶普1981年－2019年 | 迪耶普1981年－2019年 | 迪耶普1981年－2019年 | 迪耶普1981年－2019年 | 迪耶普1981年－2019年 | 迪耶普1981年－2019年 | 迪耶普1981年－2019年 | 迪耶普1981年－2019年 | 迪耶普1981年－2019年 | 迪耶普1981年－2019年 | 迪耶普1981年－2019年 | 迪耶普1981年－2019年 |
| 月份                 | 1月                  | 2月                  | 3月                  | 4月                  | 5月                  | 6月                  | 7月                  | 8月                  | 9月                  | 10月                 | 11月                 | 12月                 | 全年                 |
| -------------------- | -------------------- | -------------------- | -------------------- | -------------------- | -------------------- | -------------------- | -------------------- | -------------------- | -------------------- | -------------------- | -------------------- | -------------------- | -------------------- |
| 历史最高温 °C（°F）  | 16.4 (61.5)          | 19.4 (66.9)          | 23.8 (74.8)          | 27.6 (81.7)          | 32.4 (90.3)          | 35.4 (95.7)          | 40.1 (104.2)         | 36.1 (97.0)          | 32.7 (90.9)          | 27.4 (81.3)          | 21 (70)              | 16.9 (62.4)          | 40.1 (104.2)         |
| 平均高温 °C（°F）    | 7.5 (45.5)           | 7.9 (46.2)           | 10.3 (50.5)          | 12.3 (54.1)          | 15.4 (59.7)          | 17.9 (64.2)          | 20.1 (68.2)          | 20.7 (69.3)          | 18.9 (66.0)          | 15.6 (60.1)          | 11.1 (52.0)          | 7.9 (46.2)           | 13.8 (56.8)          |
| 日均气温 °C（°F）    | 5.2 (41.4)           | 5.2 (41.4)           | 7.4 (45.3)           | 9.1 (48.4)           | 12.2 (54.0)          | 14.9 (58.8)          | 17 (63)              | 17.4 (63.3)          | 15.4 (59.7)          | 12.5 (54.5)          | 8.5 (47.3)           | 5.6 (42.1)           | 10.9 (51.6)          |
| 平均低温 °C（°F）    | 2.8 (37.0)           | 2.6 (36.7)           | 4.5 (40.1)           | 5.8 (42.4)           | 9 (48)               | 11.8 (53.2)          | 13.9 (57.0)          | 14 (57)              | 11.9 (53.4)          | 9.4 (48.9)           | 6 (43)               | 3.4 (38.1)           | 7.9 (46.2)           |
| 历史最低温 °C（°F）  | −16.4 (2.5)          | −16.6 (2.1)          | −9.4 (15.1)          | −3 (27)              | 0 (32)               | 1.8 (35.2)           | 5.8 (42.4)           | 4.6 (40.3)           | 1.2 (34.2)           | −3.3 (26.1)          | −8 (18)              | −11 (12)             | −16.6 (2.1)          |
| 平均降水量 mm（）    | 65.8 (2.59)          | 51.5 (2.03)          | 56.7 (2.23)          | 56.6 (2.23)          | 60.6 (2.39)          | 58.6 (2.31)          | 54.7 (2.15)          | 57 (2.2)             | 69.9 (2.75)          | 89.8 (3.54)          | 89.2 (3.51)          | 87.8 (3.46)          | 798.2 (31.43)        |
| 月均日照時數         | 58.6                 | 74.5                 | 117.4                | 158                  | 182.8                | 202.2                | 199.2                | 191.8                | 156.1                | 107.8                | 60                   | 49.2                 | 1,557.6              |
| 来源：infoclimat.fr  |                      |                      |                      |                      |                      |                      |                      |                      |                      |                      |                      |                      |                      |

## 行政区划
迪耶普是法国诺曼底大区滨海塞纳省的一个市镇，编号为76217，它也是滨海塞纳省的一个副省会。迪耶普下辖迪耶普区，管理迪耶普第一县和第二县，同时也是迪耶普地区城市圈公共社区的办公驻地。
法国国家统计与经济研究所（简称）在进行数据统计时，将迪耶普及相邻的另外4个市镇设为迪耶普城市核心区，并将包括核心区在内的周边共59个市镇划为迪耶普城市区。同时，还将迪耶普市镇分为了16个“块区”（IRIS），以便于统计人口分布情况。

## 交通

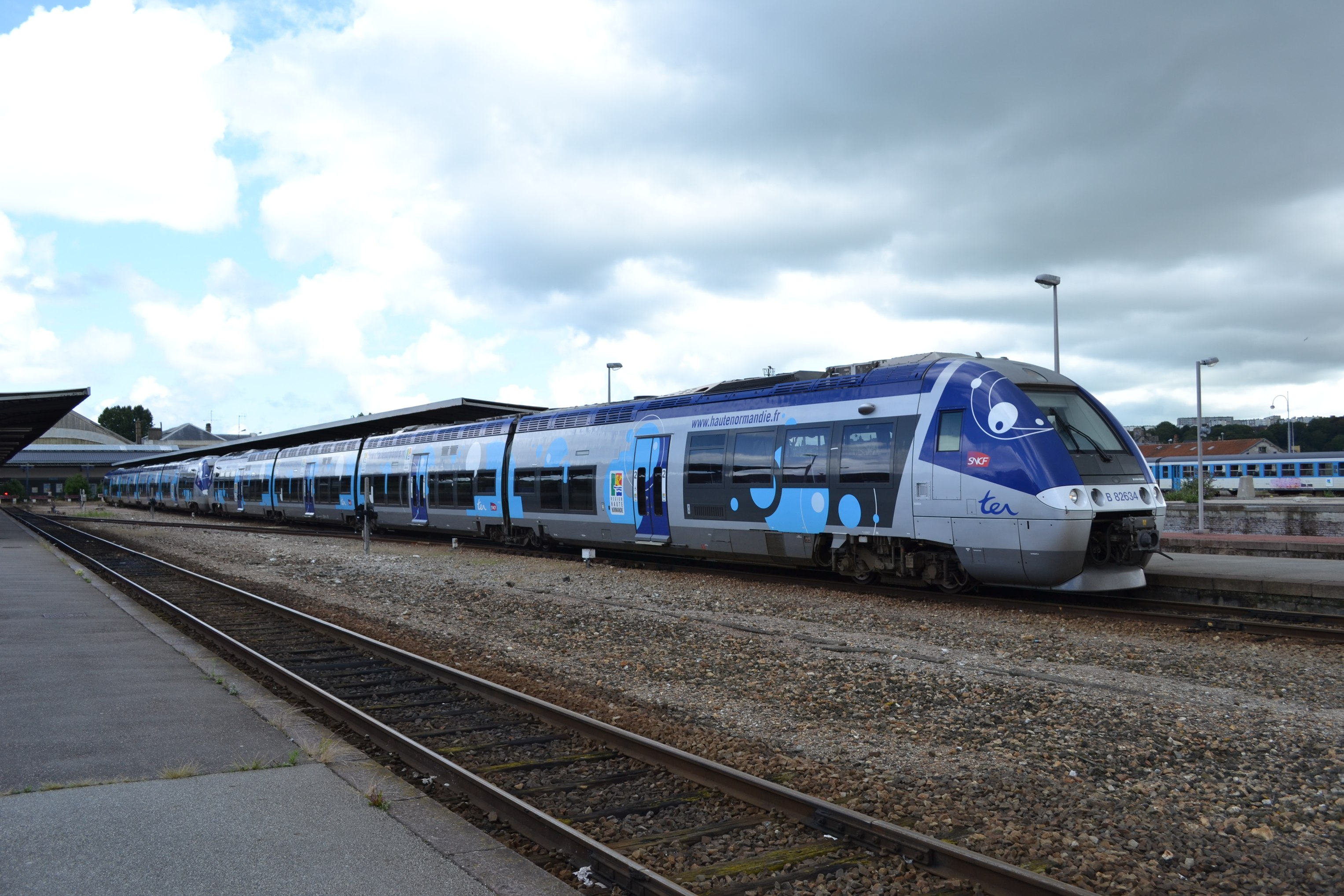
迪耶普站内停靠的区域列车

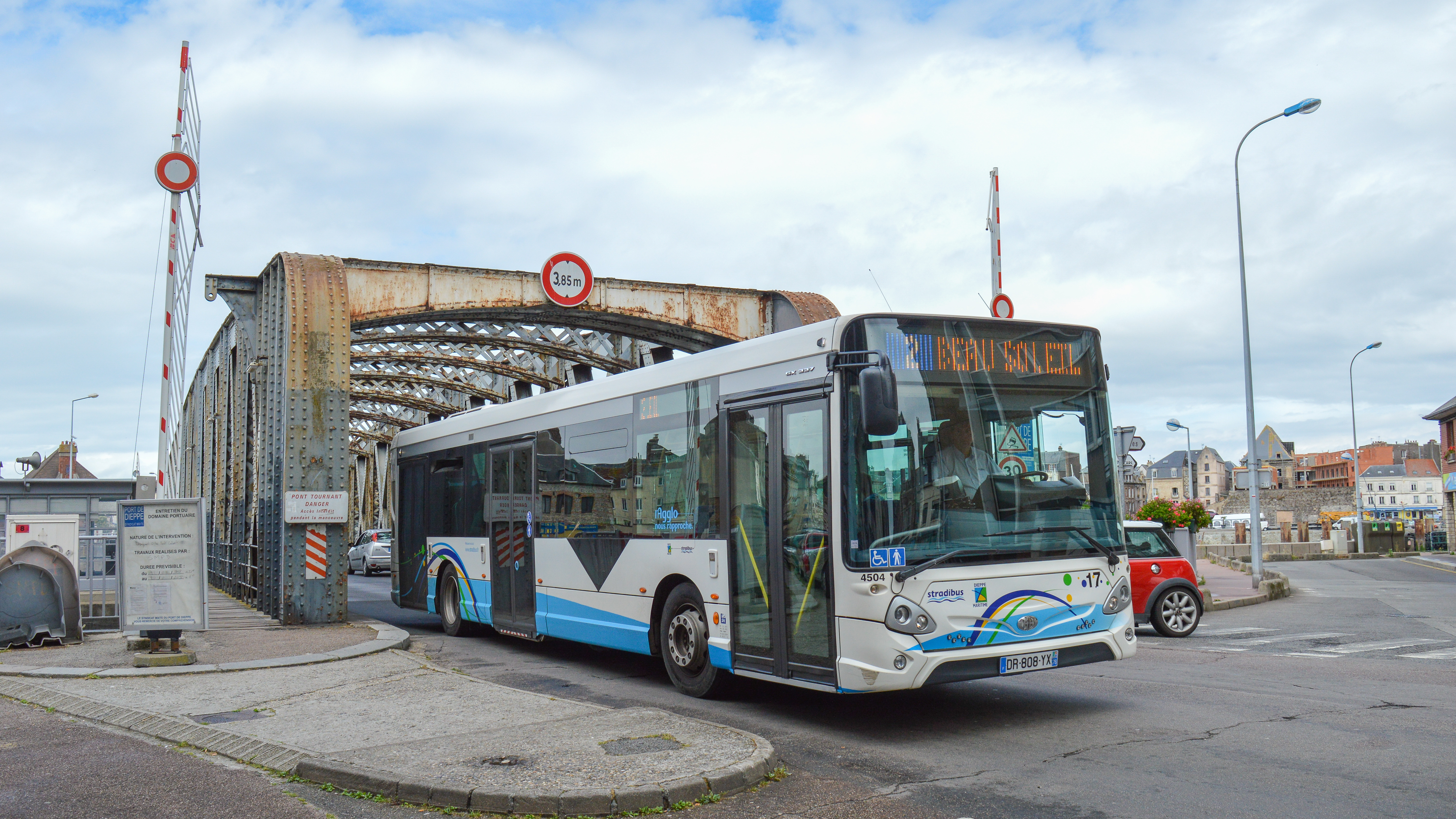
迪耶普公交

### 公路
法国国道N27线和多条滨海塞纳省省道在迪耶普境内交汇。诺曼底大区下属的城际客运提供巴士线路，可前往科地区圣瓦勒里、拉加亚尔德、勒特雷波尔、贝朗孔布尔、日索尔等地。
2017年，51.9%的迪耶普家庭拥有至少一辆的私人汽车。2018年，迪耶普境内共发生各类交通事故15起，造成1人遇难，17人受伤。

### 铁路
迪耶普是马洛奈-勒乌尔姆－迪耶普铁路的终点站。迪耶普站位于市区中部，是一个尽头式铁路车站，停靠前往鲁昂的区域列车。

### 航空
迪耶普-圣欧班飞行场位于迪耶普市区南部，供私人及商务飞机停靠，并配套有停车场。
距离迪耶普最近的民用航空站位于勒阿弗尔，距离迪耶普市中心的公路里程约77公里。

### 城市公共交通
迪耶普城市公共交通（商业名称为）是当地的城市公共交通系统。截至2020年10月，该系统共包括5条公交线路和1条节假日专线，另有定制公交服务，路网覆盖了迪耶普市区内的主要街道和居民区。

## 政治

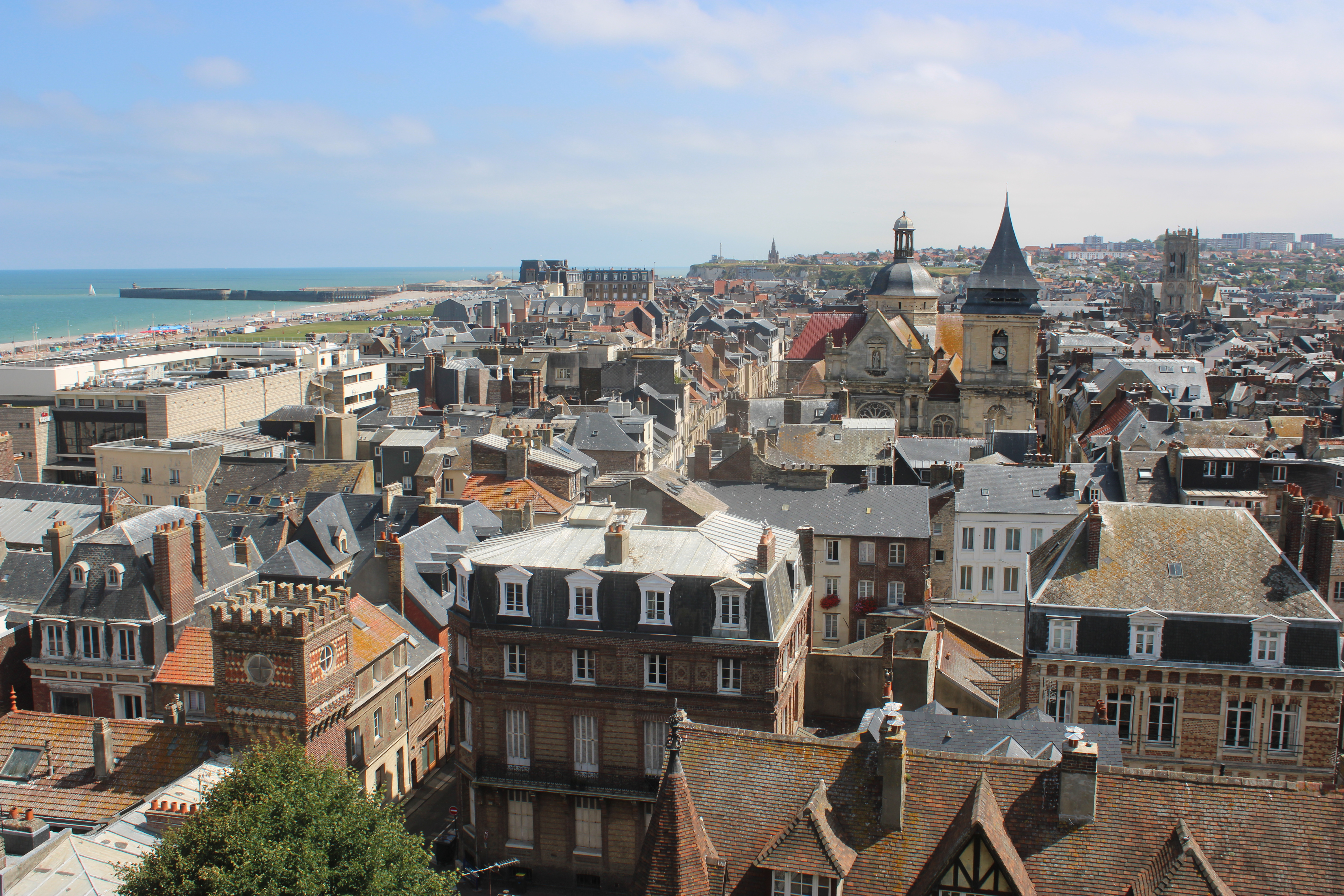
迪耶普老城

迪耶普的现任市长为尼古拉·朗格卢瓦先生（Nicolas Langlois），他是法国共产党的一名成员，在2020年的市政选举中获得了的61.41%支持率。
在2017年的法国总统大选中，法国第25任总统埃马纽埃尔·马克龙在迪耶普获得了58.33%的支持率。
| 迪耶普历届市长 |                     |                                                              |
| 任期           | 市长                | 党派                                                         |
| 1944年－1951年 | 皮埃尔-夏尔·比耶    | RPF法国人民联盟 →RAD激进党                                   |
| 1951年－1953年 | 让·瓦托             | 無黨籍                                                       |
| 1953年－1957年 | 皮埃尔-夏尔·比耶    | RAD激进党 →RS联合共和                                        |
| 1957年－1965年 | 艾蒂安·盖拉尔       | RAD激进党                                                    |
| 1965年－1971年 | 让·图尔尼耶         | DVD右翼无党派人士                                            |
| 1971年－1989年 | 伊雷内·布尔古瓦     | PCF法国共产党                                                |
| 1989年－2001年 | 克里斯蒂安·屈维利耶 | PCF法国共产党                                                |
| 2001年－2008年 | 爱德华·勒沃         | RPR保衛共和聯盟 →UMP人民运动联盟 →CNIP全国独立人士与农民中心 |
| 2008年－2017年 | 塞巴斯蒂安·朱梅尔   | PCF法国共产党                                                |
| 2017年－       | 尼古拉·朗格卢瓦     | PCF法国共产党                                                |

## 人口
2017年，迪耶普市镇人口数量为29,080，在法国排名第288位。其中男性13,314人，女性15,766人，75岁及以上人口占11.1%，外籍人口数量为7,031人，人口密度为2,492人/平方公里，当地居民被称为（男性）或（女性）。2018年，迪耶普境内出生314人，死亡人口437人。
| 年份   | 1936   | 1946   | 1954   | 1962   | 1968   | 1975   | 1982   | 1990   | 1999   | 2006   | 2011   | 2016   | 2017   |
| ------ | ------ | ------ | ------ | ------ | ------ | ------ | ------ | ------ | ------ | ------ | ------ | ------ | ------ |
| 人口數 | 25,560 | 21,770 | 26,427 | 30,013 | 30,016 | 39,466 | 35,957 | 35,894 | 34,653 | 33,618 | 31,148 | 29,606 | 29,080 |

## 经济

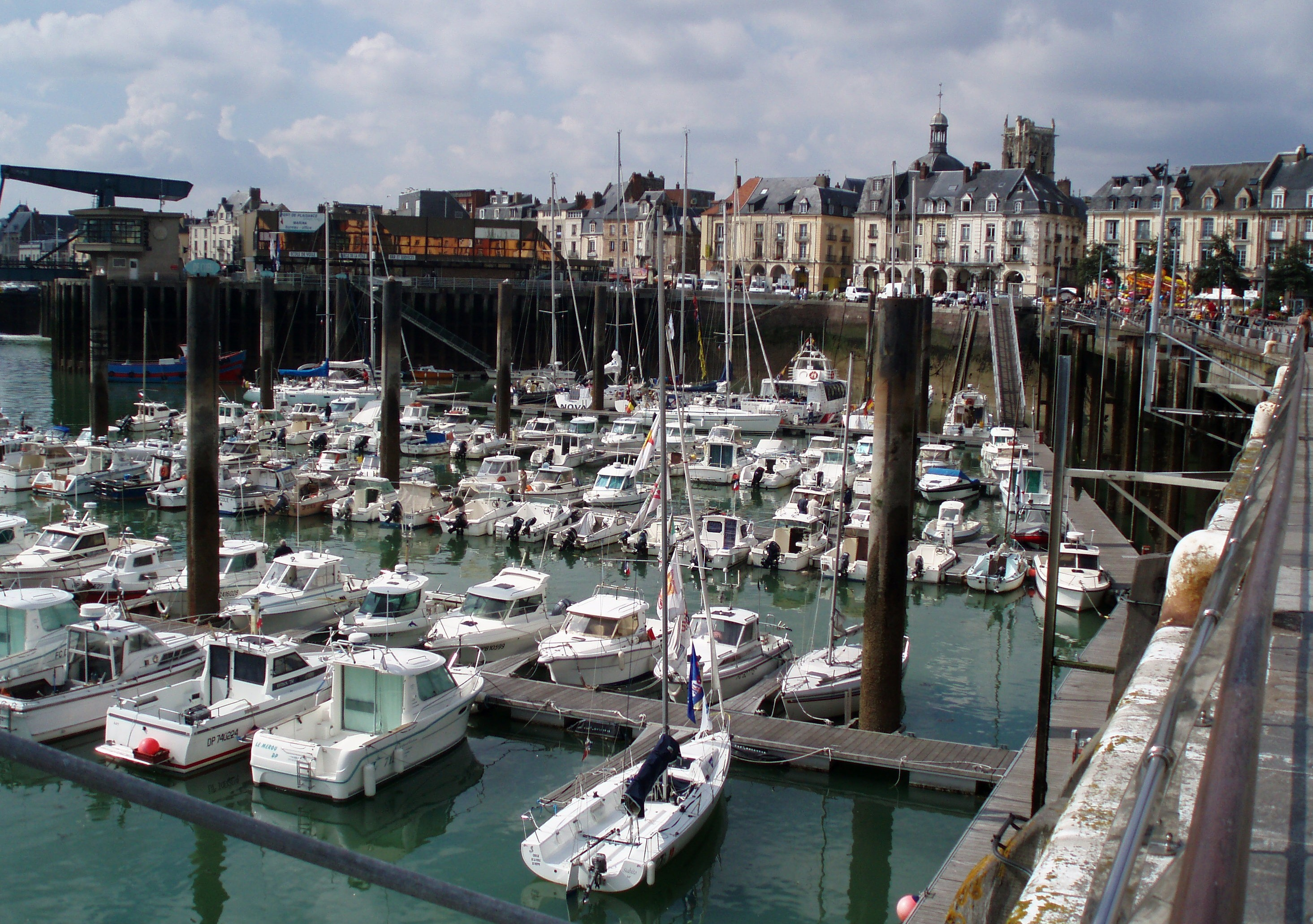
迪耶普内港停靠的船只

迪耶普是一个区域性的中心城市，当地共有各类用人单位3,582家，其中为98.99%为中小型企业（PME），平均历史为18年，行政、医疗、海洋物流和社会服务是当地的主要就业岗位类型。

## 财政收入
2018年，迪耶普的财政收入总额为54,601,300欧元，财政支出总额为53,415,200欧元，当年的债务总额为53,191,400欧元。
2014年，迪耶普的人均收入总额为2,481欧元，其中高职人员为4,491欧元，普通职员为1,756欧元。
2017年，迪耶普境内的青壮年（15至64岁）失业率为23.7%，当地33%的家庭拥有纳税资格。

## 社会事务

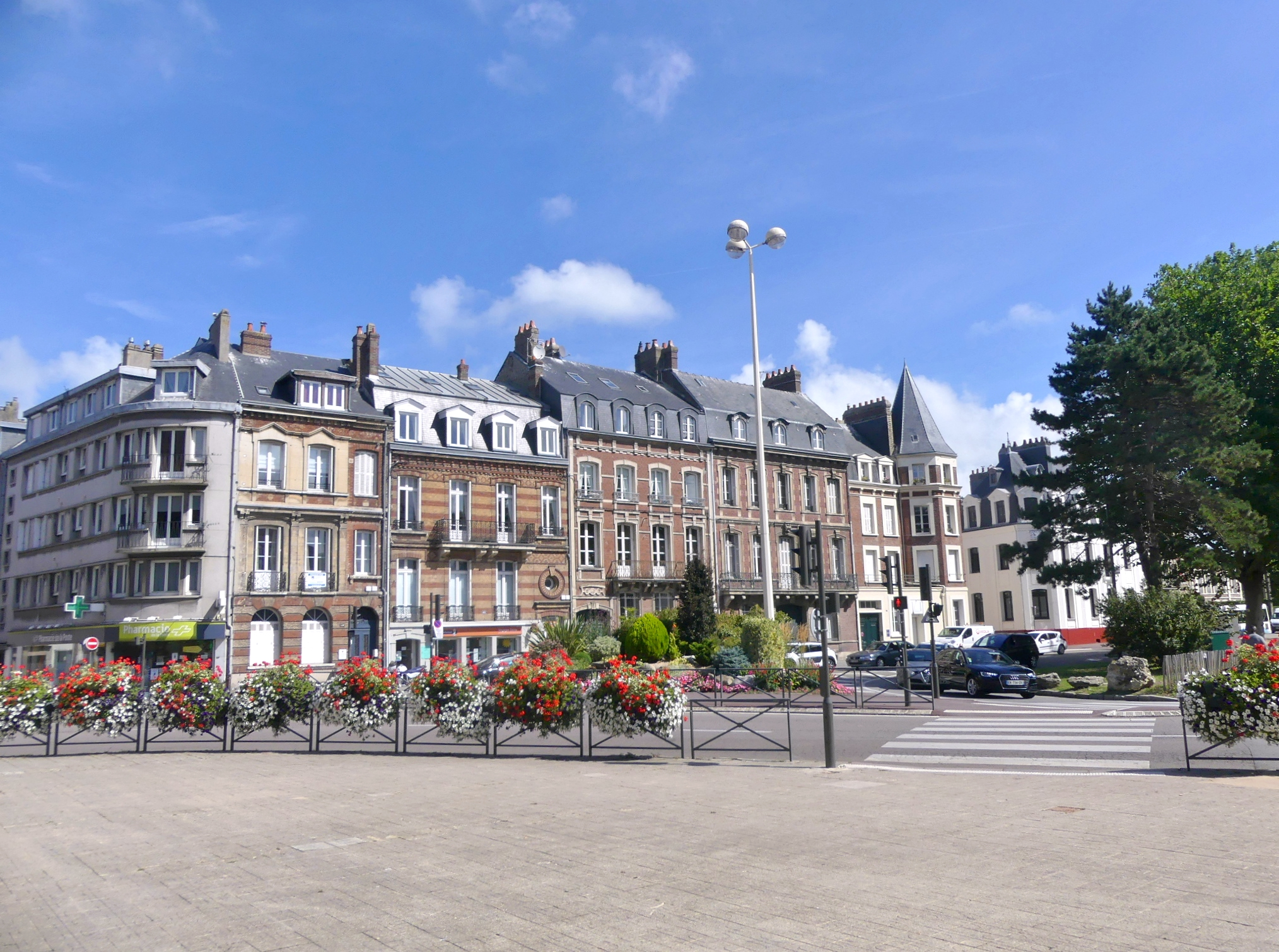
市中心建筑

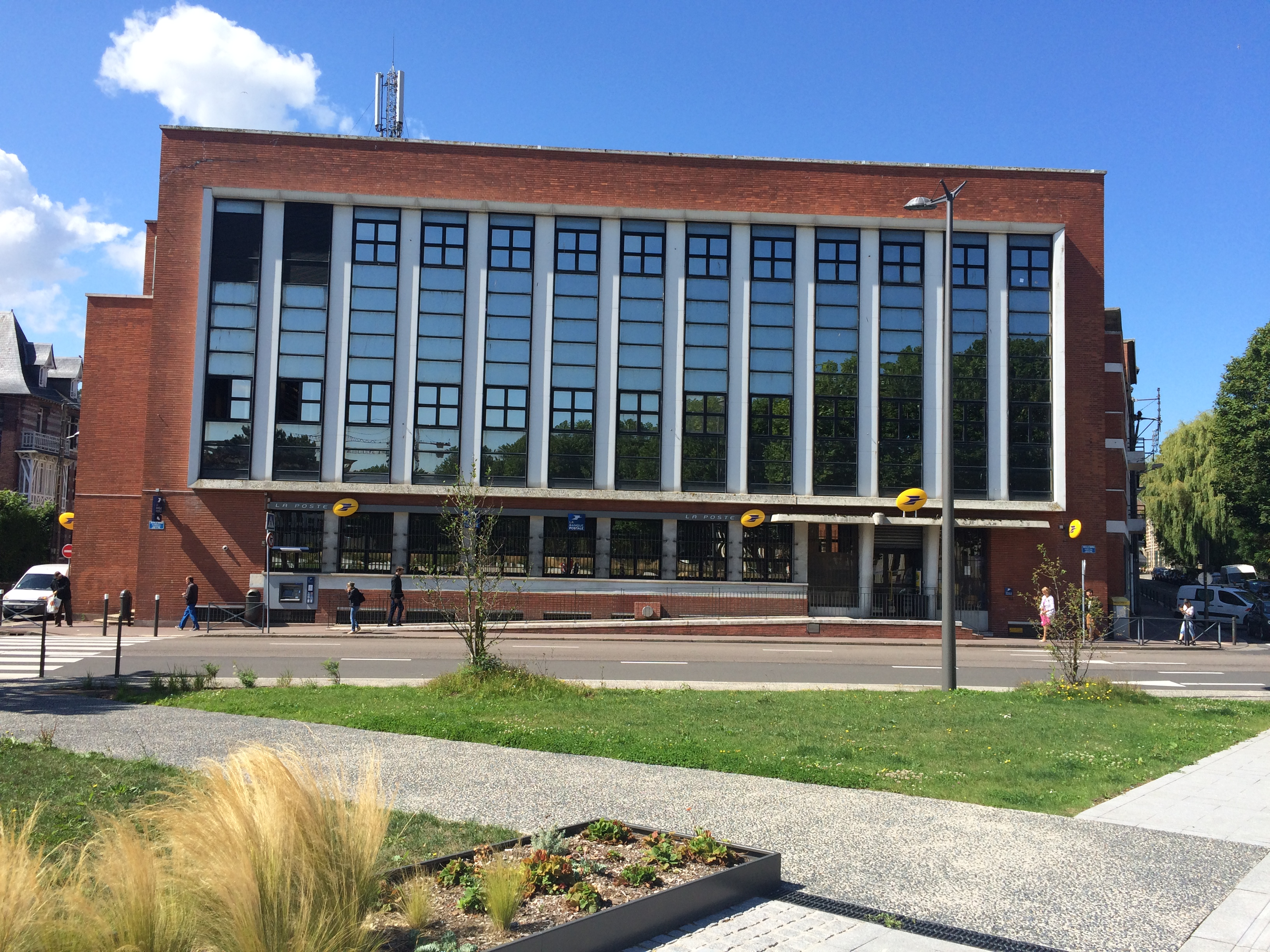
迪耶普邮局

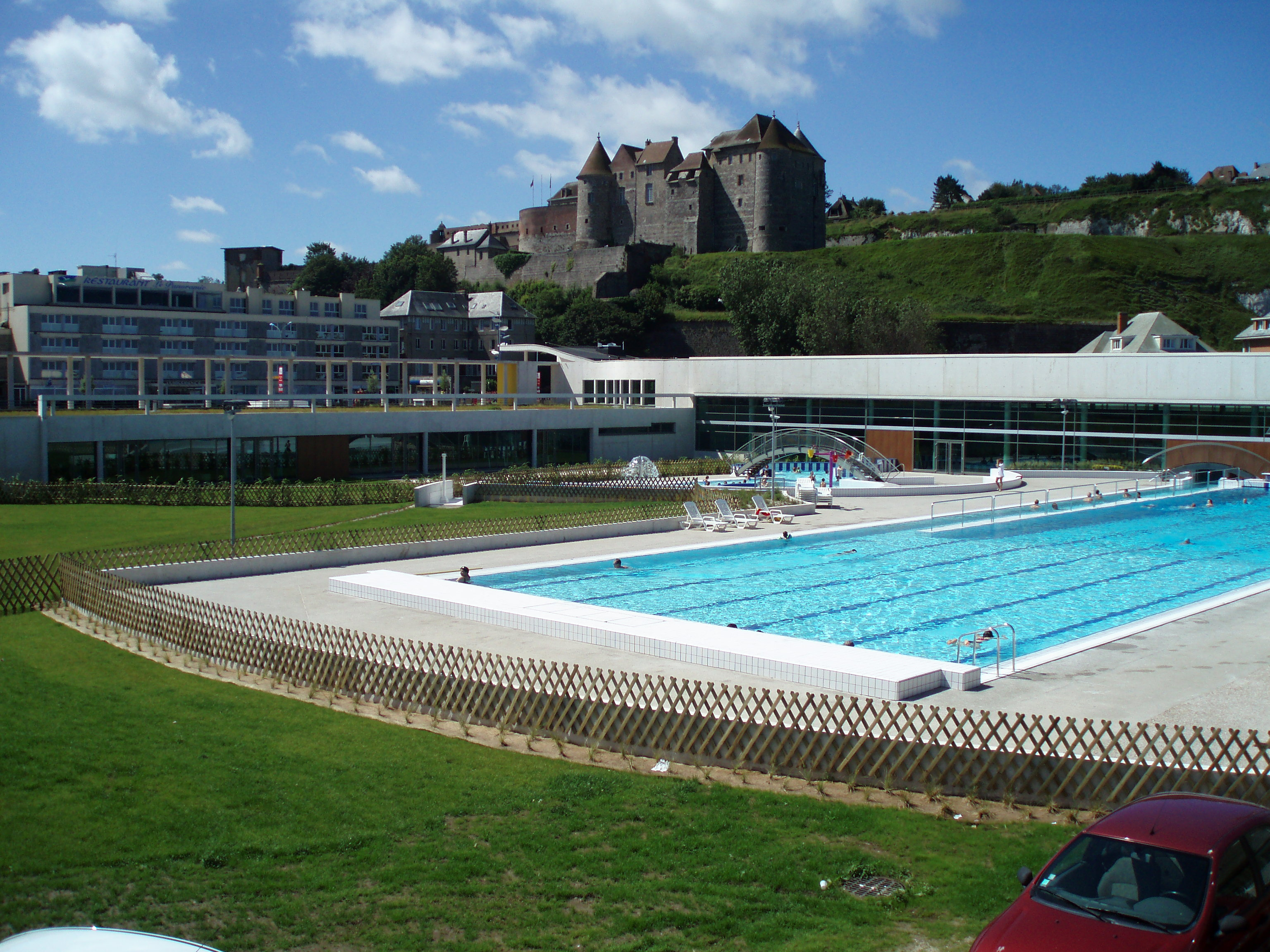
露天游泳池

### 教育
迪耶普属于诺曼底学区。截止2019年1月1日，迪耶普境内共有11所幼儿园、11所小学、5所初级中学、4所普通高中和1所职业高中。2018至2019学年度，迪耶普境内共有在校中小学生5,349名。

### 医疗
截止2019年1月1日，迪耶普境内共有全科医生32名、保健师26名、牙医18名、护士41名、耳科医生1名、眼科医生4名、皮肤科医生2名、儿科医生3名和妇科医生1名。境内共有药房15家、养老院8家、残疾人帮扶中心5家。
迪耶普中心医院（Centre Hospitalier de Dieppe）是法国的一个区域性医疗系统，其主病区位于迪耶普市区，设有床位733个，是当地规模最大的公立综合性医院。

### 住房
2017年，迪耶普境内共有各类住房19,254套，其中77.2%为常住房屋。集中式居民区主要分布在市区西南部和东部。

### 商业
2018年，迪耶普境内共有各类商铺1,717家，其中餐饮服务类895家。市区南部建有大型开放式商业街区。

### 体育
2019年，迪耶普境内共有3家游泳池、6间健身房、1座综合体育场、9处网球场、7处足球或橄榄球场、7处篮球或排球场以及1处高尔夫球场。
迪耶普足球俱乐部是当地的一支足球队，成立于1896年，2020至2021赛季参加法國全國丙組聯賽（法戊），其主场位于迪耶普市区以南的锡河畔圣欧班境内。

### 环境
迪耶普的环境事务由其所属的公共社区负责。2018年，迪耶普境内共有6家污染企业。

### 治安
2014年，迪耶普及附近地区共发生各类案件2,798起，其中盗窃类案件1,508起，经济类案件247起，毒品交易类案件236起。

## 文化
2019年，迪耶普境内共有2家剧场、2家电影院、1家博物馆和1家音乐厅。迪耶普市政府提供多媒体中心，向公众全年开放。

### 建筑
迪耶普境内有多处历史建筑，其中迪耶普圣雅各教堂、迪耶普城堡等为当地的代表性建筑物，而科尔贝桥亦于2020年9月被列入法国国家文物保护单位。

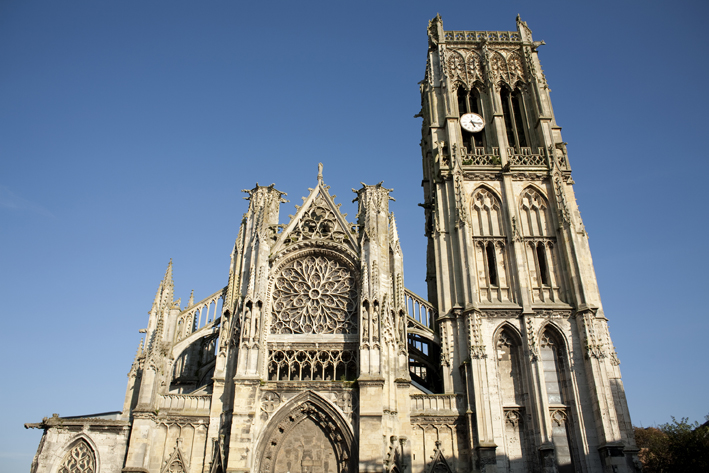
圣雅各教堂（法语：Église Saint-Jacques de Dieppe）
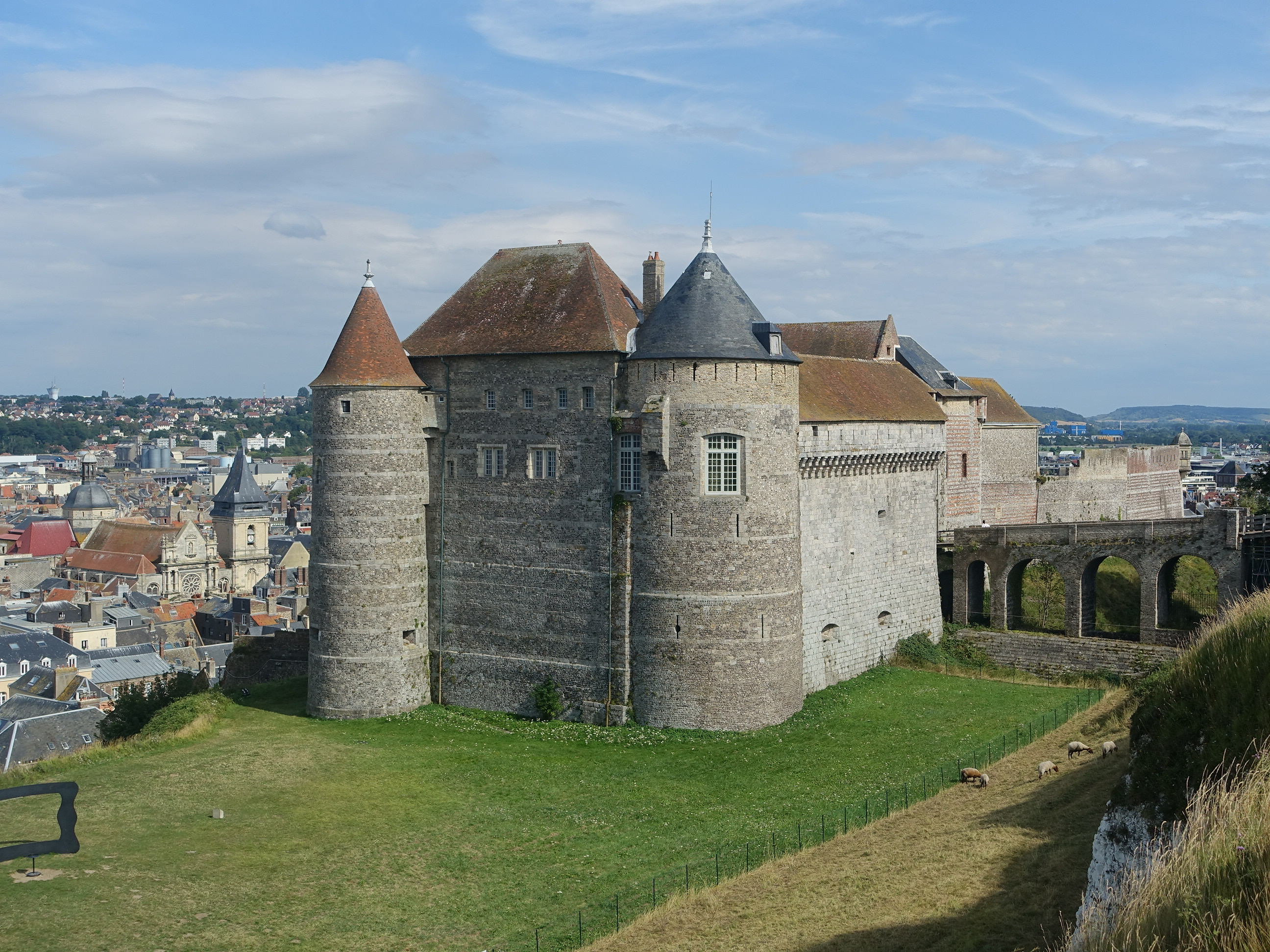
迪耶普城堡（法语：Château de Dieppe）
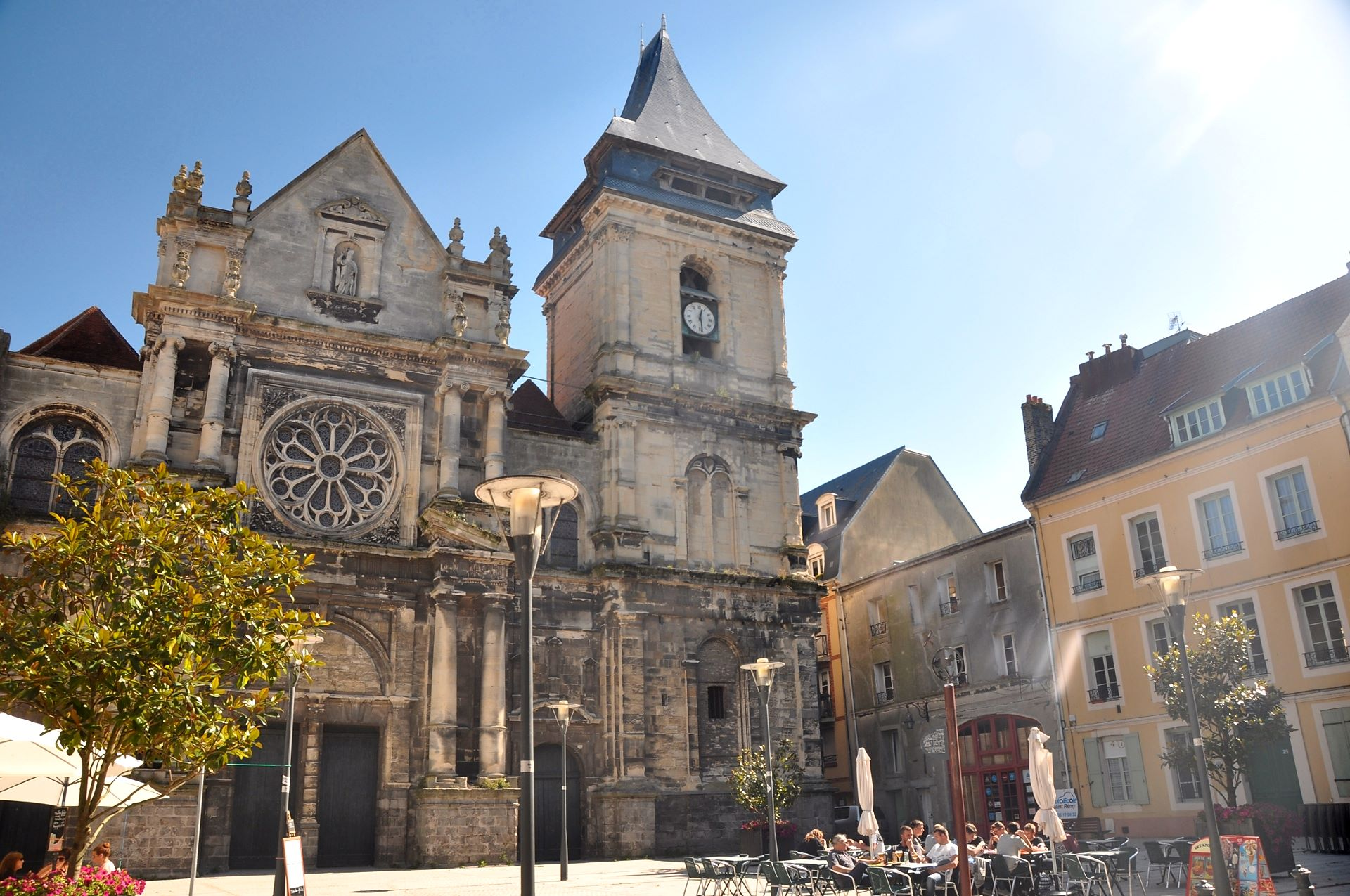
圣雷米教堂（法语：Église Saint-Rémy de Dieppe）
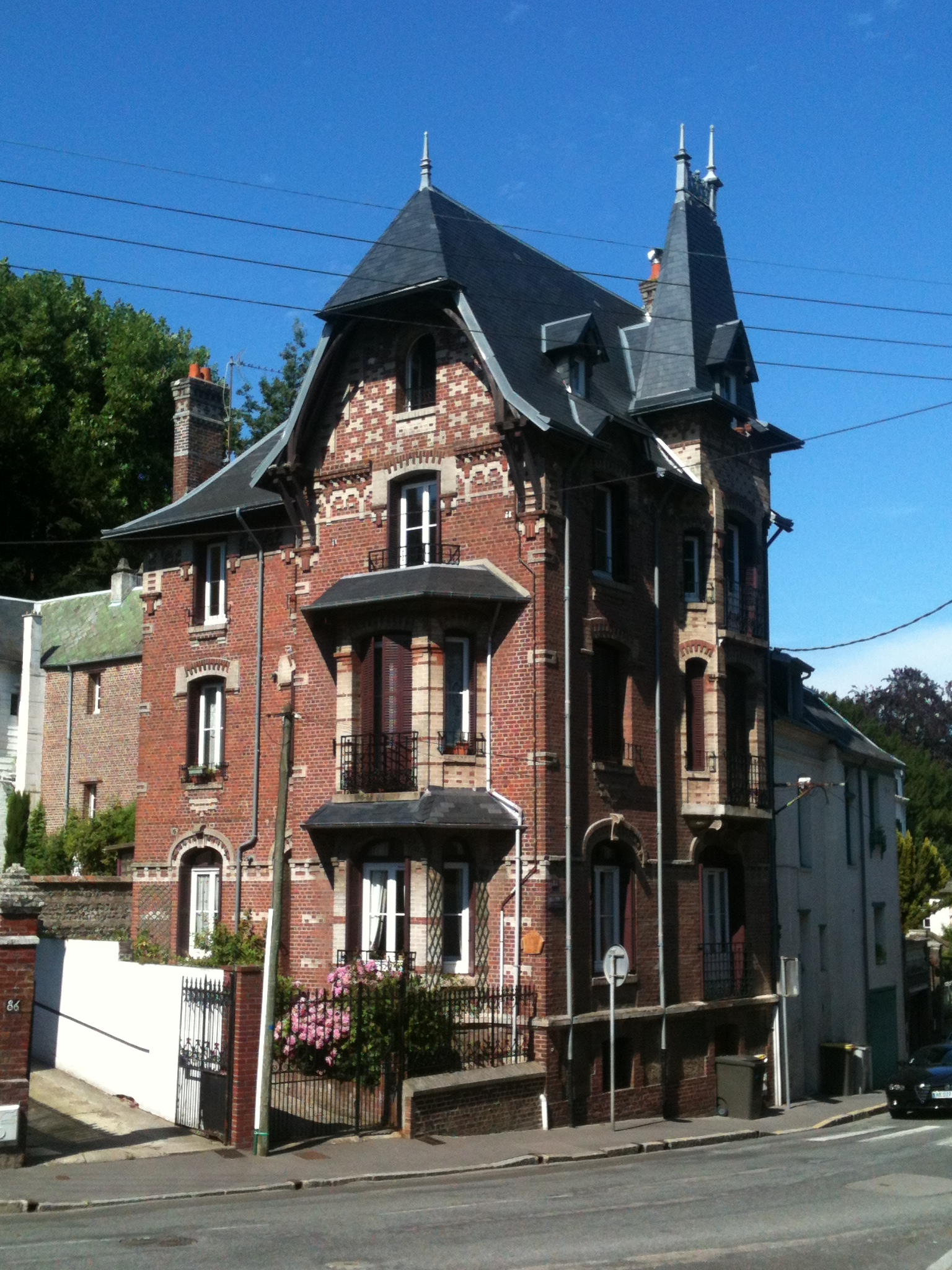
民居
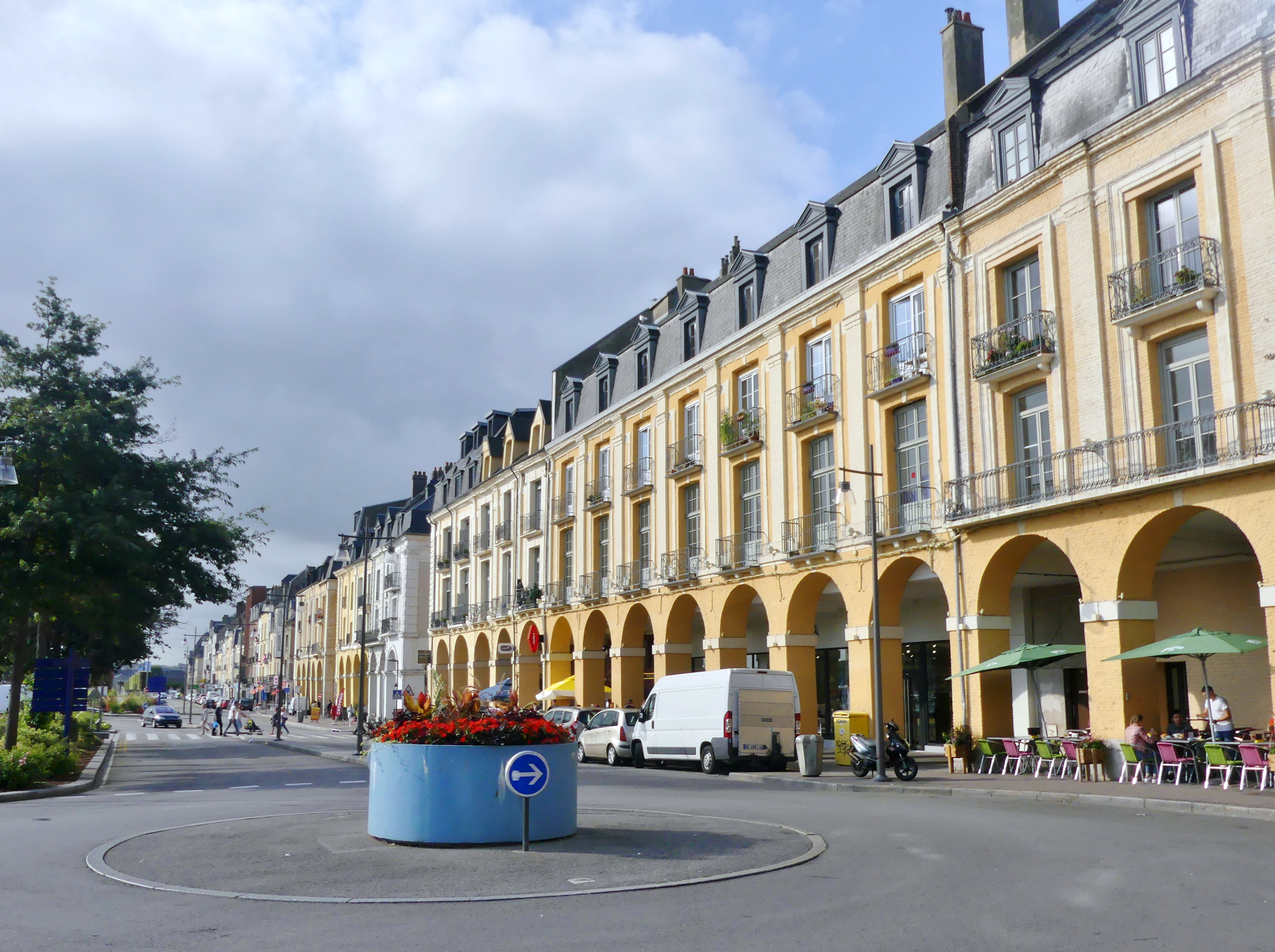
老城街头建筑

### 旅游

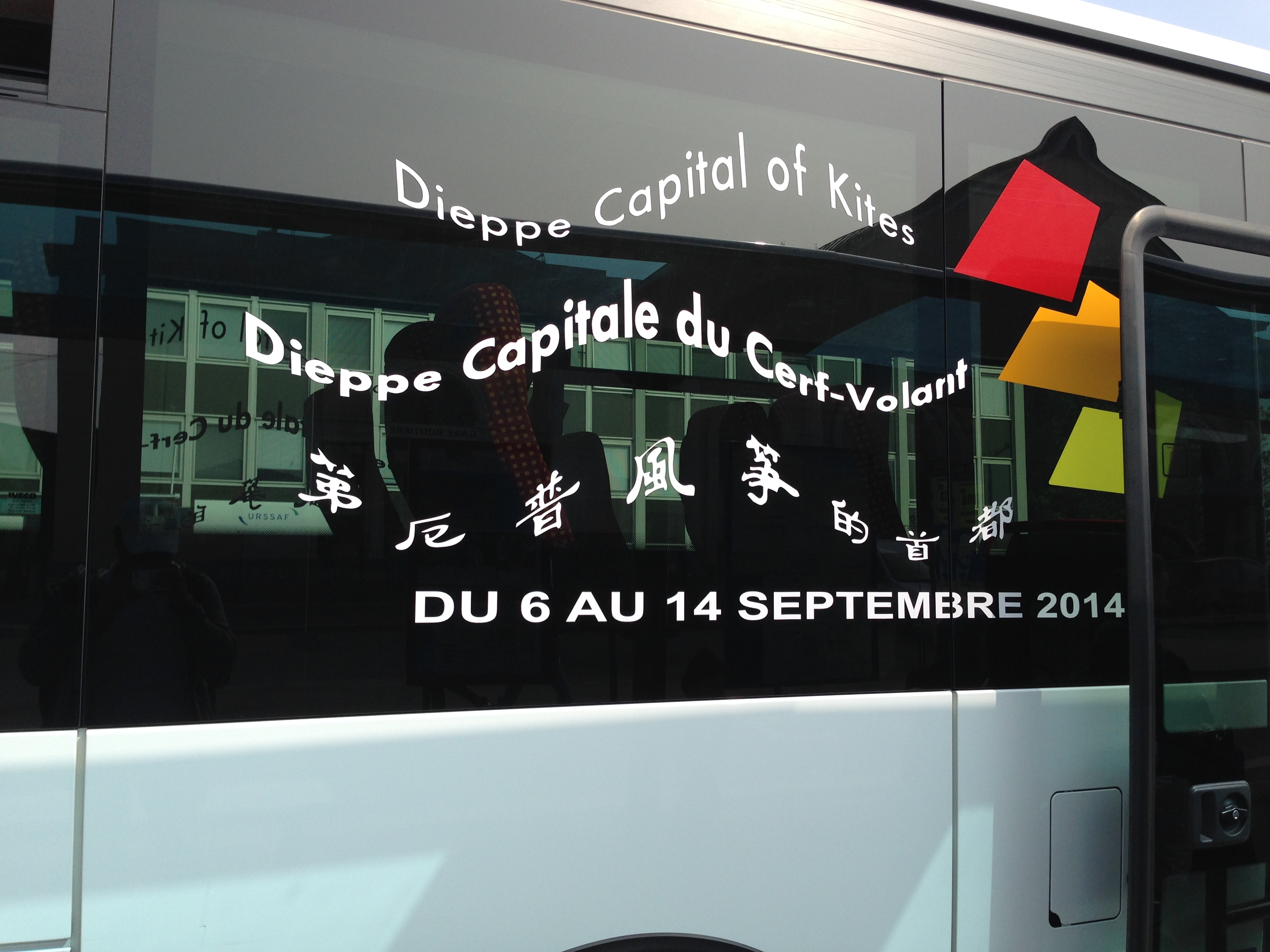
迪耶普国际风筝节标语

迪耶普的旅游事务由其所属的公共社区负责。2020年，迪耶普境内共有15家宾馆共计644间房间。

### 活动
迪耶普地处大西洋沿岸，常年多阵风，适宜风筝，当地政府自1980年起创办迪耶普国际风筝节，每年夏季举办。

### 媒体
法国主要的媒体均可在迪耶普接收，法国电视三台下属的诺曼底大区频道在部分时段播出迪耶普所属区域的地方新闻。

## 相关人物
法国物理学家路易·德布罗意出生于迪耶普，后者为1929年诺贝尔物理学奖获得者。
此外出生于迪耶普的重要人物还有荷兰画家扬·阿瑟莱恩、法国雕塑家埃内斯特-亨利·迪布瓦和足球运动员埃马纽埃尔·珀蒂。

## 友好城市
截至2020年10月，迪耶普共与两座城市互为友好城市关系：
- 英格兰 布莱顿
- 加拿大 迪耶普